# Lipkovska
La Lipkovska (en macédonien : Липковска Река) est une rivière de la Macédoine du Nord, dans la région du Nord-Est, et un affluent de la Kumanovska, donc un sous-affluent du fleuve le Vardar par la Pčinja.

## Géographie

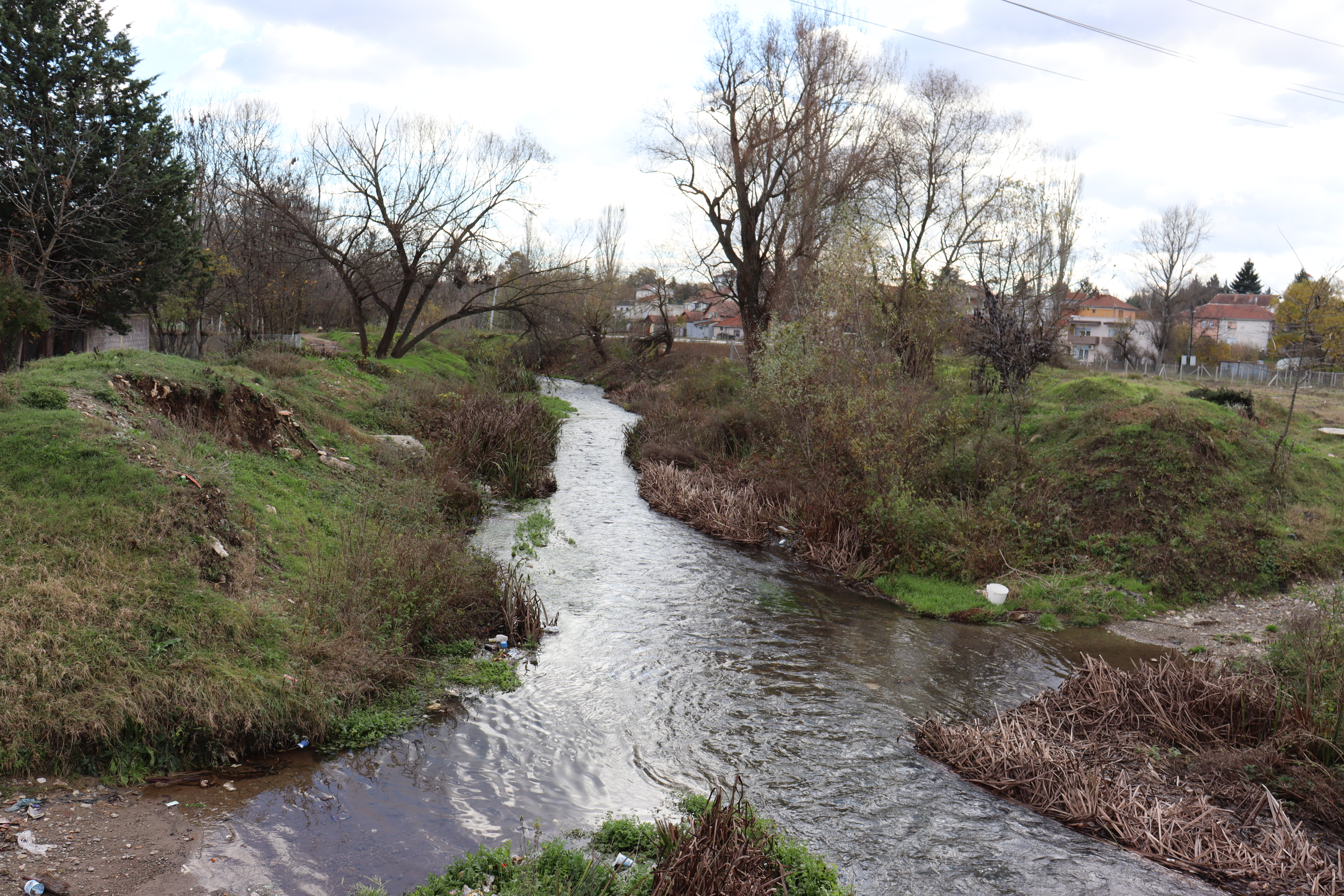
La Lipkovska au nord de Bédinyé.

Longue de 17,5 kilomètres, elle est formée dans la chaîne de la Skopska Crna Gora par la réunion de trois ruisseaux, la Gochinska, la Brechtanska et la Slouptchanska. Elle descend ensuite vers l'est et rencontre la Tabanovatchka dans la ville de Kumanovo. Les deux rivières y forment la Kumanovska, un affluent de la Pčinja.

### Bassin versant
Son bassin versant est de 300 km2[réf. nécessaire].

## Hydrologie
Son module est de 1,42 m3/s[réf. nécessaire].

## Aménagements et écologie
La rivière alimente deux lacs de barrage, celui de Lipkovo et celui de Glajnya. Son nom signifie « rivière de Lipkovo ».